# تل زبيدة
تل زبيدة قرية سوريّة تتبع إداريّاً لمحافظة حمص منطقة حمص ناحية حمص، بلغ تعداد سكانها 688 نسمة حسب التعداد السكاني لعام 2004.